# 海事赔偿责任限制公约
海事赔偿责任限制公约（英語：Convention on Limitation of Liability for Maritime Claims），亦稱1976年倫敦公约（英語：London Convention of 1976），是1976年国际海事组织（时称政府间海事咨询组织）制订的公约。公约在英国伦敦通过，于1986年12月1日生效，保存人是国际海事组织秘书长。

## 内容
公约对责任限制及其权利、责任限制基金的设立和分配等作了规定。公约对有关人身伤亡的索赔规定了至少33.3万特别提款权的索赔额度（吨位不超过500的船舶），对其他索赔规定了至少16.7万特别提款权的索赔额度。